# 松村淳子 (仏教学者)
松村 淳子（まつむら じゅんこ、1953年（昭和28年） - ）は、日本の仏教学者、インド哲学者。元国際仏教学大学院大学教授。文学修士（東京大学）、Ph.D.（ゲッティンゲン大学）。旧姓 ; 赤柴。2021年（令和3年）に、5世紀に編集されたパーリ語による仏典注釈書（ダンマパダ・アッタヴァンナナー）の完訳本（全4巻）を上梓した。

## 略歴・人物
静岡市生まれ。1972年（昭和47年）、静岡県立静岡高等学校卒業。東京大学文学部印度哲学印度文学卒業、同大学院人文科学研究科修士課程修了。オーストラリア国立大学アジア学研究科修士課程修了。ゲッティンゲン大学インド学仏教学専攻博士課程修了。神戸国際大学教授、国際仏教学大学院大学教授を経て、東洋大学大学院非常勤講師を務めた。

## 著書
- 『The Rasavâhinî of Vedeha Thera. Vaggas V and VI : the Migapotaka-vagga and the Uttaroliya-vagga』 edited by Junko Matsumura 東方出版 1992

### 訳書
- 『真理のことばの物語集 : ダンマパダ・アッタヴァンナナー』 第4巻 ブッダゴーサ著 ; 松村淳子訳 国書刊行会 2021.10
- 『真理のことばの物語集 : ダンマパダ・アッタヴァンナナー』 第3巻 ブッダゴーサ著 ; 松村淳子訳 国書刊行会 2021.10
- 『真理のことばの物語集 : ダンマパダ・アッタヴァンナナー』 第2巻 ブッダゴーサ著 ; 松村淳子訳 国書刊行会 2021.10
- 『真理のことばの物語集 : ダンマパダ・アッタヴァンナナー』 第1巻 ブッダゴーサ著 ; 松村淳子訳 国書刊行会 2021.10

### 共訳
- 『インド大乗仏教の虚像と断片』 グレゴリー・ショーペン（英語版）著 ; 上田昇 他, 訳 国書刊行会 2022.12
- 『増支部経典 原始仏典 3』 第4巻 中村元監修 ; 前田專學編 春秋社 2018.3.5
- 『原始仏典 3』 第3巻 中村元 監修 春秋社 2017.9
- 『原始仏典 3』 第2巻 中村元 監修 春秋社 2017.4
- 『原始仏典 3』 第1巻 中村元 監修 春秋社 2016.11